# Diocesi di São Raimundo Nonato
La diocesi di São Raimundo Nonato (in latino Dioecesis Raymundiana) è una sede della Chiesa cattolica in Brasile suffraganea dell'arcidiocesi di Teresina. Nel 2022 contava 194.400 battezzati su 223.600 abitanti. È retta dal vescovo Ronilton Souza de Araújo, S.C.I.

## Territorio
La diocesi comprende 25 comuni dello stato brasiliano di Piauí: São Raimundo Nonato, Anísio de Abreu, Bonfim do Piauí, Brejo do Piauí, Campo Alegre do Fidalgo, Canto do Buriti, Capitão Gervásio Oliveira, Caracol, Coronel José Dias, Dirceu Arcoverde, Dom Inocêncio, Fartura do Piauí, Guaribas, João Costa, Jurema, Lagoa do Barro do Piauí, Nova Santa Rita, Pajeú do Piauí, Pedro Laurentino, Ribeira do Piauí, São Braz do Piauí, São João do Piauí, São Lourenço do Piauí, Tamboril do Piauí e Várzea Branca.
Sede vescovile è la città di São Raimundo Nonato, dove si trova la cattedrale di San Raimondo.
Il territorio si estende su 39.528 km² ed è suddiviso in 29 parrocchie.

## Storia
La prelatura territoriale di São Raimundo Nonato fu eretta il 17 dicembre 1960 con la bolla Cum venerabilis di papa Giovanni XXIII, ricavandone il territorio dalla prelatura territoriale di Bom Jesus do Piauí (oggi diocesi di Bom Jesus do Gurguéia).
Il 3 ottobre 1981 la prelatura territoriale è stata elevata a diocesi con la bolla Institutionis propositum di papa Giovanni Paolo II.
Il 27 febbraio 2008 ha ceduto i comuni di Paes Landim e Socorro do Piauí alla diocesi di Oeiras.

## Cronotassi dei vescovi
Si omettono i periodi di sede vacante non superiori ai 2 anni o non storicamente accertati.
- Amadeu González Ferreiros, O. de M. † (23 dicembre 1961 - 28 dicembre 1967 dimesso)
- Cândido Lorenzo González, O. de M. † (5 dicembre 1969 - 17 luglio 2002 ritirato)
- Pedro Brito Guimarães (17 luglio 2002 - 20 ottobre 2010 nominato arcivescovo di Palmas)
- João Santos Cardoso (14 dicembre 2011 - 24 giugno 2015 nominato vescovo di Bom Jesus da Lapa)[1]
- Eduardo Zielski (2 marzo 2016 - 19 luglio 2023 ritirato)
- Ronilton Souza de Araújo, S.C.I., dal 19 luglio 2023

## Statistiche
La diocesi nel 2022 su una popolazione di 223.600 persone contava 194.400 battezzati, corrispondenti al 86,9% del totale.
| anno | popolazione | popolazione | popolazione | presbiteri | presbiteri | presbiteri | presbiteri                | diaconi | religiosi | religiosi | parrocchie |
| anno | battezzati  | totale      | %           | numero     | secolari   | regolari   | battezzati per presbitero | diaconi | uomini    | donne     | parrocchie |
| ---- | ----------- | ----------- | ----------- | ---------- | ---------- | ---------- | ------------------------- | ------- | --------- | --------- | ---------- |
| 1966 | 85.000      | 89.000      | 95,5        | 10         | 5          | 5          | 8.500                     |         | 5         | 7         | 4          |
| 1970 | 128.000     | 130.000     | 98,5        | 8          | 3          | 5          | 16.000                    |         | 5         | 7         | 4          |
| 1976 | 147.887     | 151.000     | 97,9        | 8          | 3          | 5          | 18.485                    |         | 6         | 8         | 5          |
| 1980 | 146.000     | 153.000     | 95,4        | 13         | 9          | 4          | 11.230                    |         | 5         | 9         | 6          |
| 1990 | 190.000     | 195.000     | 97,4        | 15         | 11         | 4          | 12.666                    |         | 5         | 18        | 8          |
| 1999 | 185.000     | 186.000     | 99,5        | 13         | 10         | 3          | 14.230                    |         | 3         | 18        | 8          |
| 2000 | 185.000     | 187.000     | 98,9        | 14         | 10         | 4          | 13.214                    |         | 4         | 19        | 8          |
| 2001 | 170.000     | 175.169     | 97,0        | 19         | 16         | 3          | 8.947                     |         | 3         | 19        | 8          |
| 2002 | 171.000     | 176.000     | 97,2        | 17         | 13         | 4          | 10.058                    |         | 4         | 18        | 8          |
| 2003 | 156.219     | 173.576     | 90,0        | 15         | 11         | 4          | 10.414                    |         | 4         | 19        | 9          |
| 2004 | 156.219     | 176.576     | 88,5        | 17         | 14         | 3          | 9.189                     |         | 3         | 22        | 12         |
| 2010 | 174.000     | 193.000     | 90,2        | 23         | 18         | 5          | 7.565                     |         | 5         | 37        | 16         |
| 2014 | 183.300     | 202.600     | 90,5        | 31         | 22         | 9          | 5.912                     | 8       | 9         | 35        | 28         |
| 2017 | 187.800     | 208.000     | 90,3        | 32         | 24         | 8          | 5.868                     | 8       | 9         | 24        | 29         |
| 2020 | 192.200     | 221.044     | 87,0        | 31         | 26         | 5          | 6.200                     | 11      | 5         | 16        | 30         |
| 2022 | 194.400     | 223.600     | 86,9        | 30         | 26         | 4          | 6.480                     | 12      | 4         | 22        | 29         |